# Pierre Bézier
Pierre Étienne Bézier (wym. [ˈpjɛʁ eˈtjɛn beˈzje]; ur. 1 września 1910 w Paryżu, zm. 25 listopada 1999) – francuski matematyk i inżynier.
Od roku 1933 pracował w przedsiębiorstwie Renault, gdzie przepracował 42 lata. W latach 60. XX wieku opisał pewien typ krzywych nazwanych krzywymi Béziera, które były używane przy projektowaniu nadwozi samochodów tego przedsiębiorstwa. Opracował również system CAD/CAM o nazwie UNISURF.